# Regionalwahl in Sardinien 1961
Die Regionalwahl in Sardinien 1961 fand am 18. Juni statt. Gewählt wurden 72 Abgeordnete zum Regionalrat.
Der Präsident und die Mitglieder des Regionalausschusses (Giunta regionale) wurden vom Regionalrat aus den Reihen seiner Mitglieder gewählt.

## Liste der Präsidenten
Präsident des Regionalausschusses während der IV. Legislaturperiode (1961–1965): Efisio Corrias (DC).

## Wahlergebnis
| Listen | Listen                                                 | Stimmen | %    | Mandate |
| ------ | ------------------------------------------------------ | ------- | ---- | ------- |
|        | Democrazia Cristiana                                   | 320.756 | 46,3 | 37      |
|        | Partito Comunista Italiano                             | 131.622 | 19,0 | 14      |
|        | Partito Socialista Italiano                            | 66.523  | 9,6  | 7       |
|        | Partito Sardo d’Azione – Partito Repubblicano Italiano | 50.039  | 7,2  | 5       |
|        | Movimento Sociale Italiano                             | 42.145  | 6,1  | 4       |
|        | Partito Democratico Italiano di Unità Monarchica       | 33.985  | 4,9  | 2       |
|        | Partito Liberale Italiano                              | 23.011  | 3,3  | 1       |
|        | Partito Socialista Democratico Italiano                | 21.736  | 3,1  | 2       |
|        | Centro Politico Italiano                               | 2.490   | 0,4  | −       |
| Gesamt | Gesamt                                                 | 692.307 | 100  | 72      |